# Emeth
Emeth (Engels: Emeth) is een personage uit Het laatste gevecht uit de serie De Kronieken van Narnia van C.S. Lewis. 

## Het laatste gevecht
Emeth is een onderofficier in het leger van Calormen. Rishda daagt de aanwezigen uit om een kijkje in de stal te nemen waarin Aslan of Tash zich zou bevinden. Hij zegt erbij dat het een riskante onderneming is, en dat klopt, want er staat een soldaat in de stal die instructie heeft iedere waaghals te doden.
Nadat de kat Chili als eerste de stal betreedt en in overduidelijke paniek wegvlucht is Emeth ervan overtuigd dat Tash zich werkelijk in de stal bevindt. Hij meldt zich als vrijwilliger. Dat is niet wat Rishda wil, en hij probeert Emeth van gedachten te laten veranderen. Emeth is echter vastbesloten. Hij weet dat hij van zijn god niets te vrezen heeft en dat het hem ongetwijfeld vergund is de stal te betreden en Tash te aanschouwen.
Juweel, die het gebeuren vanuit het duister aanschouwt, is getroffen door de eerlijke uitstraling van Emeth, en merkt op dat deze jongeman een betere god verdient dan Tash.
Emeth gaat de stal binnen. Hij vertelt zelf wat hij daarna beleefde. Hij wordt door de soldaat aangevallen. Hij verdedigt zich, doodt de schurk en gooit hem naar buiten. Rishda laat de toeschouwers geloven dat Emeth gedood is.
Dan ziet Emeth dat hij in een liefelijk land is gekomen, en hij besluit er te blijven. Uiteindelijk ontmoet hij er Aslan. Aslan zegt dat Emeth veel goede werken heeft verricht, denkende dat hij ze in naam van Tash deed, maar dat ze in werkelijkheid moeten worden opgevat als werken in naam van Aslan. Hierna voegt Emeth zich bij het gezelschap dat het nieuwe Narnia binnengaat.